# Norske Skog Golbey

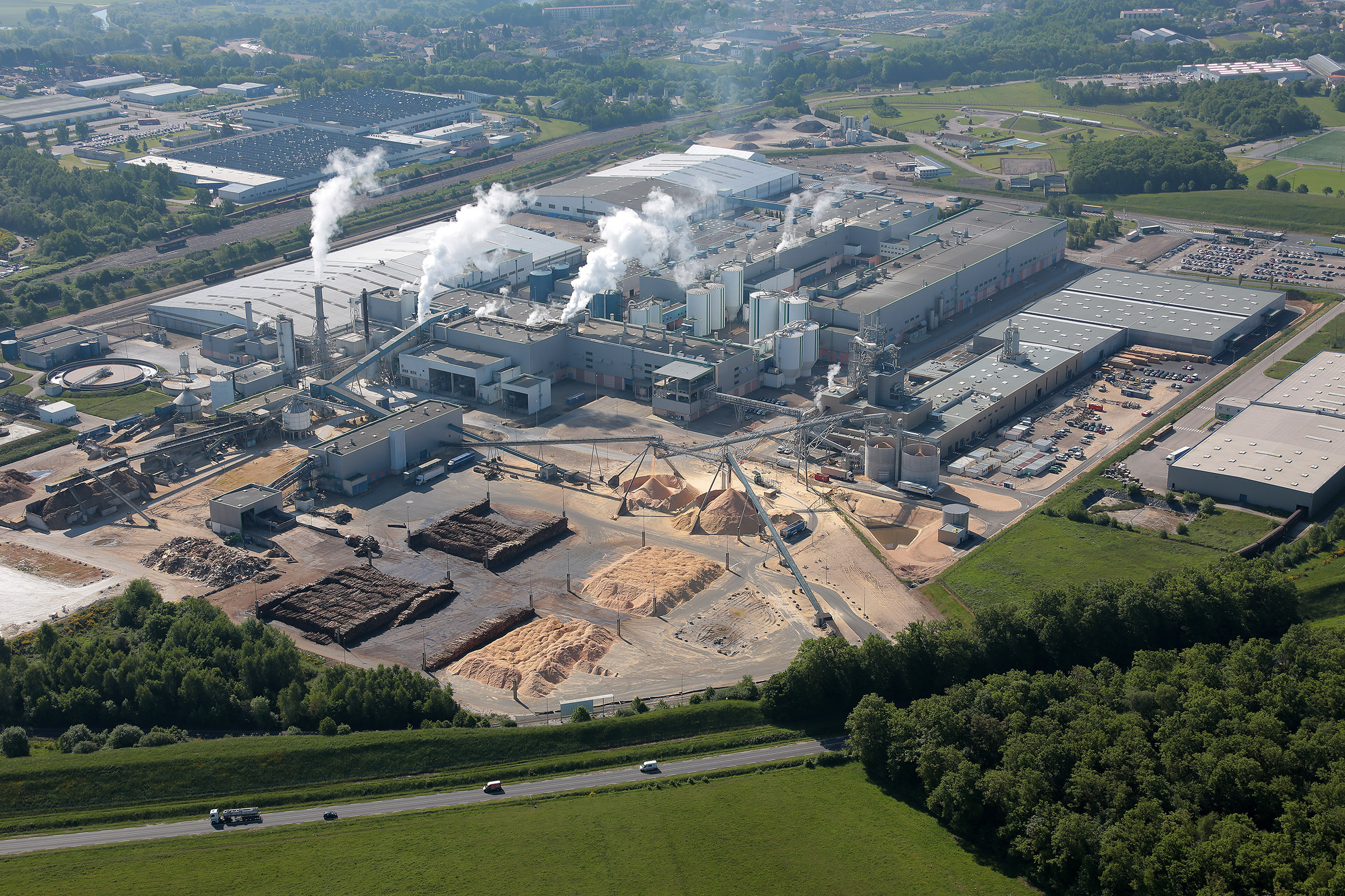
L'usine de Golbey

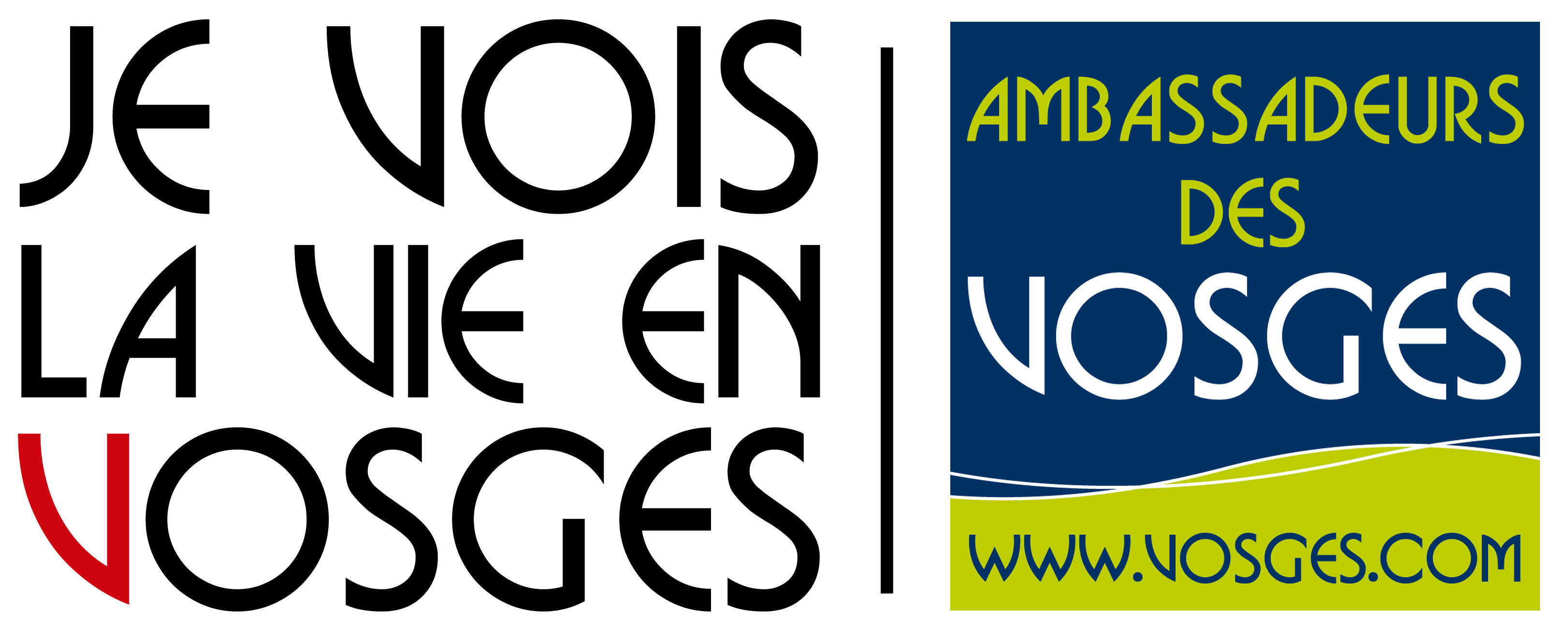
Ambassadeurs des vosges

Norske Skog Golbey est une papeterie située à Golbey près d'Épinal dans le département des Vosges. Elle fait partie du groupe norvégien Norske Skog ASA qui figure parmi les leaders mondiaux de la production de papiers de publication. La construction de l'usine a représenté le premier investissement hors Norvège du groupe dans le cadre de sa stratégie d'expansion initiée à la fin des années 1980.
Démarrée en janvier 1992, l'usine de Golbey produit en moyenne chaque année 600 000 tonnes de papier journal fabriqué à partir de papiers récupérés et de bois. La quasi-totalité de sa production est destinée au marché européen. Le papier sert à l'impression de journaux et de publications commerciales.

## Historique
À la fin des années 1980, le groupe Norvégien Norske Skogindustrier ASA, fondé en 1962 par un groupement de propriétaires forestiers, est leader sur le marché domestique des papiers de publication. Dans le cadre de sa stratégie de développement, il décide d'implanter un nouveau site de production destiné à alimenter l'Europe de l'Ouest.
Parmi plusieurs sites étudiés celui de Golbey est finalement retenu notamment pour des raisons liées à sa position géographique "au cœur de l'Europe" et donc à proximité des grands centres de consommation et des grands centres de captage des papiers récupérés, et à proximité d'un important gisement forestier.
La construction de l'usine débute à l'automne 1989 et les premières bobines de papier sont produites en janvier 1992. La capacité de production annuelle de l'usine est alors de 270 000 tonnes de papier journal.
En 1998 un deuxième chantier est initié pour porter la capacité totale de l'usine à 600 000 tonnes. La nouvelle ligne démarre en janvier 1999.
En 2006, l'usine devient une Business Unit et se voit ainsi confier la maîtrise de l'ensemble de sa chaîne de valeur, depuis les approvisionnements en matières premières jusqu'aux livraisons.
À partir de 2008, pour faire face à la baisse de la consommation de journal (crise économique et financière conjoncturelle doublée d'une crise structurelle de l'industrie papetière européenne), Norske Skog Golbey met en place une stratégie de rationalisation de ses opérations, d'amélioration de sa productivité et de réduction de ses coûts, le tout soutenu par une démarche globale d'Amélioration continue et intégrant une démarche RSE (responsabilité sociale des entreprises). Elle s'investit par ailleurs activement, avec des partenaires locaux privés ou institutionnels, dans de nouvelles activités lui permettant de valoriser ses savoir-faire, les co-produits ou sous-produits issus de ses processus industriels ainsi que ses équipements & infrastructures.
Le 19 décembre 2017, la maison-mère Norske Skog dépose le bilan mais assure que la procédure n'aura pas de répercussion sur le site français.

## Développement
En partenariat avec différents partenaires locaux (instances territoriales, financeurs, laboratoires et centres d'enseignement et de recherche, autres industriels…), Norske Skog Golbey travaille au développement de nouvelles activités pouvant lui permettre d'augmenter ses revenus et de contribuer à dynamiser le tissu local grâce à ses équipements & infrastructures, à ses savoir-faire (gestion de projet, approvisionnements en matières premières, processus, maintenance) et à ses coproduits (vapeur, déchets de bois, papier déclassé, cendres). Trois secteurs d'activité ont été identifiés : les éco-matériaux, la chimie verte et les techni-matériaux. Norske Skog Golbey s'attache par ailleurs à promouvoir le département des Vosges en lien avec le réseau des Ambassadeurs des Vosges mis en place par le Conseil Général.

## Produits
L'usine fabrique du papier journal standard et amélioré destiné à l'impression offset de journaux, suppléments, annuaires et prospectus publicitaires. Le papier se présente sous la forme de bobines dont le grammage, la laize et le diamètre sont adaptés aux demandes des clients.

## Certifications
L'usine est certifiée ISO 9001, ISO 14001 et ISO 50001. Sa chaîne de contrôle est certifiée PEFC et FSC Forest Stewardship Council. Certains de ses produits sont labellisés Écolabel européen et Ange bleu (label).

## Marchés
La direction des Ventes de l'usine s'appuie sur un réseau de bureaux régionaux qui commercialisent le papier produit par les différentes usines européennes du groupe Norske Skog.
L'usine de Golbey dispose d'un département Qualité & Technique qui veille à la conformité et à la qualité des produits finis et joue un rôle de conseiller auprès des partenaires et des utilisateurs afin de les aider à optimiser leurs produits imprimés.

## Matières premières

### Les papiers récupérés
Environ 70 % des matières premières entrant dans la fabrication du produit fini sont des papiers récupérés principalement issus de la collecte sélective auprès des ménages français. La consommation annuelle moyenne de l'usine est de 500 000 tonnes.

### Le bois
Environ 30 % sont constitués de 500 000 tonnes brutes (environ 220 000 tonnes sèches) de sous-produits de sapins et d'épicéas provenant du Nord-Est de la France et issus de l'exploitation raisonnée des forêts (rondins d'éclaircie et plaquettes de scieries).

## Fabrication

### Fabrication de la pâte de papiers récupérés
Le processus consiste à éliminer toutes les matières non fibreuses contenues dans les papiers récupérés. Les matières solides (morceaux de carton, plastique, métal, verre, agrafes, CD-rom, sable…) sont éliminées par des procédés mécaniques tandis que l'encre est collectée au moyen d'un processus physico-chimique.

### Fabrication de la pâte de bois
Les rondins d'éclaircie sont écorcés et débités en plaquettes. Ces dernières sont mélangées aux plaquettes de scieries. Elles sont lavées puis étuvées pour dissoudre la lignine, substance naturelle qui lie les fibres de cellulose entre elles. Elles sont ensuite injectées sous haute pression entre des plaques de raffineurs pour séparer les fibres les unes des autres.

### Fabrication du papier
Les machines à papier mesurent environ 120 mètres de long et 10 mètres de large. Elles tournent à 100 km/h en moyenne.
Les pâtes de papiers récupérés et de bois sont mélangées et diluées jusqu'à 99 %. En début de machine la pâte est répartie entre deux toiles. Les fibres de cellulose se déposent et s'enchevêtrent les unes aux autres, formant la feuille de papier ; une partie de l'eau s'égoutte. Ensuite un système combiné de pression et d'absorption permet d'abaisser la teneur en eau à environ 50 %. Puis la feuille circule entre des rouleaux chauffés à la vapeur et l'eau résiduelle s'évapore avant de passer entre des rouleaux de calandre pour affiner son état de surface. Elle s'enroule sur un mandrin pour former une grosse bobine qui est enfin découpée en petites bobines aux dimensions souhaitées par les clients.